# Ahmed Jaouadi
Ahmed Jaouadi (in arabo أحمد الجوادي‎?; Tunisi, 30 maggio 2005) è un nuotatore tunisino, specializzato nello stile libero.

## Biografia
Vive a Grenoble ed ha frequentato il liceo Marie-Curie. E' allenato da Sami Achour, direttore tecnico della Federazione tunisina di nuoto, e dall'ex nuotatore russo Arkady Vyatchanin, tecnico della sua squadra di club, il Grenoble Alp'38.
All'età di 17 anni ai campionati africani di Tunisi 2022 ha vinto la medaglia d'oro nei 400 m e 1500 m stile libero, l'argento negli 800 m stile libero e il bronzo nei 200 m stile libero. Con i compagni di nazionale Mohamed Khalil Ben Ajmia, Mohamed Aziz Ghaffari e Mohamed Mahdi Laagili ha inoltre vinto l'argento nella staffetta 4x200 m stile libero.
Il 10 dicembre 2024 vince la medaglia d'oro nei 1500 metri stile libero ai mondiali in vasca corta di Budapest. Ai mondiali di Singapore dell'anno successivo, invece, vince i suoi primi ori iridati in vasca lunga imponendosi sia negli 800 sia nei 1500 metri stile libero.

## Palmarès
- Mondiali

Singapore 2025: oro negli 800m sl e nei 1500m sl.
- Mondiali in vasca corta

Budapest 2024: oro nei 1500m sl, bronzo negli 800m sl.
- Campionati africani

Tunisi 2022: oro nei 400m sl e nei 1500m sl, argento negli 800m sl e nella 4x200m sl, bronzo nei 200m sl.

## Riconoscimenti
- African Swimmer of the Year: 2024